# Petite Princess Yucie
Petite Princess Yucie (jap. ぷちぷり＊ユーシィ Puchi Puri Yūshī; dosł. „Mała księżniczka Yucie”) – anime wyprodukowane przez studio Gainax, emitowane od 2002 do 2003 roku. Seria ma 26 odcinków. Anime inspirowane było popularną serią gier komputerowych Princess Maker. Główną bohaterką jest siedemnastoletnia Yucie, która jest uwięziona w ciele dziesięciolatki.

## Opis fabuły
Petite Princess Yucie przedstawia przygody Yucie, która dostała szansę uczęszczania do  prestiżowej akademii dla księżniczek Princess Academy, gdzie córki królewskie i szlacheckie uczą się magii, tańca, etykiety, obrony, sztuki i muzyki. Tam doświadcza wielu przygód podczas zbierania "fragmentów" Wiecznej Tiary w nadziei, że może ona stać się legendarną Platynową Księżniczką, wybieraną raz na 1000 lat. Yucie, wspólnie z czterema innymi kandydatkami na Księżniczkę, które początkowo są jej rywalkami, ale później się zaprzyjaźniają, muszą starać się aby stać się godne Tiary. Yucie jest odważną bohaterką, która mimo jej pospolitego życia, jest w rzeczywistości przybraną córką szlachcica i byłego bohatera, który wycofał się z życia dworskiego i żyje na wsi.

## Bohaterowie

### Kandydatki na Platynową Księżniczkę
- Yucie (jap. ユーシィ Yūshi)

Seiyū: Maria Yamamoto 
Yucie została znaleziona jako niemowlę przez rycerza Gunbarda po walce, i stała się jego adoptowaną córką. Z powodu nieznanej klątwy przestała rosnąć po ukończeniu dziesięciu lat i wygląda jak dziecko, mimo że ma lat siedemnaście. Yucie jest bardzo wesoła i towarzyska, ale bardzo mocno pragnienie, aby złamać klątwę i stać się dorosłym. Yucie staje się kandydatką na Platynową Księżniczkę po tym jak widzi światło Wiecznej Tiary, niewidoczne dla innych. W ostatnim odcinku powiedziane jest, że jest ona księżniczką świata ludzi.
- Kokoru/Cocoloo (jap. ココルー Kokorū)

Seiyū: Yukari Fukui 
Kokoru jest młodą dziewczyną o łagodnym głosie, która staje się przyjaciółką Yucie na początku serii. Jest także uczennicą Princess Academy, później okazuje się być księżniczką Świata Duchów. Nosi drobne okulary, jest skromna i łagodna. Ona również cierpi z powodu klątwy sprawiającej, że wygląda jak dziecko, mimo że ma siedemnaście lat.
- Glenda (jap. グレンダ Gurenda)

Seiyū: Yuki Matsuoka 
Jako księżniczka Świata Demonów, Glenda lubi rywalizować i ma silne magiczne moce. Konkuruje z Yucie o tytuł Platynowej Księżniczki. Glenda jest chwalipiętą, która często ogłasza się jako "fantastyczna" i "elegancka", jest też często egoistyczna, zazdrosna i wybuchowa. Ma słodką stronę, którą stara się ukryć. Ostatecznie staje się bliską przyjaciółką Yucie (nawet nadmiernie opiekuńczą), choć ona nie znosi się do tego przyznać. Ma siedemnaście lat, ale podobnie jak inne bohaterki, ma ciało dziesięciolatki. Pragnie zostać Platynową Księżniczką, bo chce stać się dorosłą. Wierzy, jeśli ona staje się dorosła, jej ojciec będzie prawidłowo wykonywać swoją pracę jako władca demonów, a jej matka wróci.
- Elmina (jap. エルミナ Erumina)

Seiyū: Ayako Kawasumi 
Jako księżniczka Świata Niebios, Elmina nosi białe szaty oraz ma skrzydła. Elmina jest bardzo pilna, wymagająca i trochę pozbawiona poczucia humoru. Kiedy była młodsza, jej srogi ojciec (który jest królem Świata Niebios) nie tolerował niedoskonałości. Elmina próbuje bardzo ciężko, aby być doskonałą, jest bardzo surowa wobec siebie ilekroć popełnia błąd. Z nowymi przyjaciółmi w Princess Academy Elmina powoli uczy się być bardziej pewną siebie i nie poddawać się nawet gdy zawiedzie. Elmina jest najwyższa z piątki kandydatek. Cierpi z powodu tej samej klątwy, co pozostałe bohaterki.
- Beth (jap. ベス Besu)

Seiyū: Fumiko Orikasa 
Beth jest księżniczką Świata Wróżek. Jest bardzo wysportowana, uparta i ma silne magiczne moce. Mimo że jest również kandydatką na Platynową Księżniczkę, opuściła Princess Academy po tum jak złe siły zaatakowały jej świat. Jest bardzo zdeterminowana, aby zostać Platynową Księżniczką, że porwała Kokoru i starała się zmusić ją, aby zrzekła się swojej kandydatury. Odmawia ofertę przyjaźni z innymi dziewczynami traktując je jako swoich wrogów. Jednak po wielu spotkaniach z dziewczynami, Beth otwiera się i akceptuje ich przyjaźń. Ona także cierpi z powodu tej samej klątwy, co pozostałe bohaterki.

### Inni
- Gunbard (jap. ガンバード Ganbādo) – Przybrany ojciec Yucie

Seiyū: Ken'yū Horiuchi 
- Cube (jap. キューブ Kyūbu) – Demon i lojalny służący Yucie i jej ojca. Jest także jednym z jej najleprzych przyjaciół.

Seiyū: Tomo Saeki 
- Królowa Ercell (jap. エルセル女王 Eruseru Joō)

Seiyū: Kikuko Inoue 
- Arc/Książę Arrow (jap. アルク Aruku)

Seiyū: Takayuki Yamaguchi 
- Gaga (jap. ガガ Gaga)

Seiyū: Kōji Ishii 
- Chau/Chawoo (jap. チャウ Chau)

Seiyū: Chiaki Maeda 
- Belbel (jap. ベルベル Beruberu)

Seiyū: Tomoko Kaneda 
- Balizan (jap. バリザん Barizan)

## Muzyka
Opening
- "Genius of Smiles" (jap. 笑顏の天災 Egao no Tensai)
Słowa: Hiromi Mori
Kompozycja i aranżacja: Seikou Nagaoka
Wykonanie: Puchipurīzu (Maria Yamamoto, Yuki Matsuoka, Yukari Fukui, Ayako Kawasumi, Fumiko Orikasa)

Ending
- "Because I Cannot Say It" (jap. 言えないから Ienai Kara)
Słowa: Yōko Ishida
Kompozycja: Masami Okui
Aranżacja: Seikou Nagaoka
Wykonanie: Yōko Ishida

Piosenka z odc. 21
- "Friends, Yet Rivals" (jap. ともだちでライバル Tomodachi de Raibaru) : Ep. 21
Słowa: Hiromi Mori
Kompozycja i aranżacja: Seikou Nagaoka
Wykonanie: Puchipurīzu (Maria Yamamoto, Yuki Matsuoka, Yukari Fukui, Ayako Kawasumi, Fumiko Orikasa)